# Kuusivaara-Penikkajärvi naturreservat
Kuusivaara-Penikkajärvi naturreservat är ett naturreservat i Kiruna kommun i Norrbottens län.
Området är naturskyddat sedan 2020 och är 190 hektar stort. Reservatet ligger söder om Vittangi och omfattar berget Kuusivaaras norra del och en del av sjön Penikkajärvi och består av tät skog med granar, asp och björk 